# Diamesa steinboecki
Diamesa steinboecki är en tvåvingeart som beskrevs av Maurice Emile Marie Goetghebuer 1933. Diamesa steinboecki ingår i släktet Diamesa och familjen fjädermyggor. Arten är reproducerande i Sverige. Inga underarter finns listade i Catalogue of Life.